# Aktiengesellschaft für Lokomotivbau Hohenzollern
La Aktiengesellschaft für Lokomotivbau Hohenzollern è stata un'azienda tedesca costruttrice di locomotive con sede a Düsseldorf.

## Storia
La società fu fondata l'8 giugno 1872 a Düsseldorf-Grafenberg da più industriali tra i quali gli Haniel e William Suermondt. Fin dalla fondazione vennero prodotti locomotive a vapore, macchine per ghiaccio, rulli compressori a vapore e macchine per zuccherificio. La prima locomotiva uscì dalla fabbrica nel 1874. Ne verranno prodotte circa 4.600, delle quali 400 tipo locomotiva ad accumulatore di vapore. Dopo la crisi economica del 1929, la società interruppe la produzione nel settembre dello stesso anno.
La Hohenzollern AG produsse materiale rotabile per la Deutsche Reichsbahn come la Locomotiva DRG 80 (Baureihe 80). L'esemplare 80-030 presso il  Eisenbahnmuseum Bochum è uno degli ultimi esemplari prodotti dalla Aktiegesellschaft für Lokomotivbau Hohenzollern. La società venne liquidata nel 1934.
Nel sito industriale dismesso, nel secondo dopoguerra, verrà costruita la sede amministrativa di Metro AG e alcune abitazioni.

## Galleria d'immagini

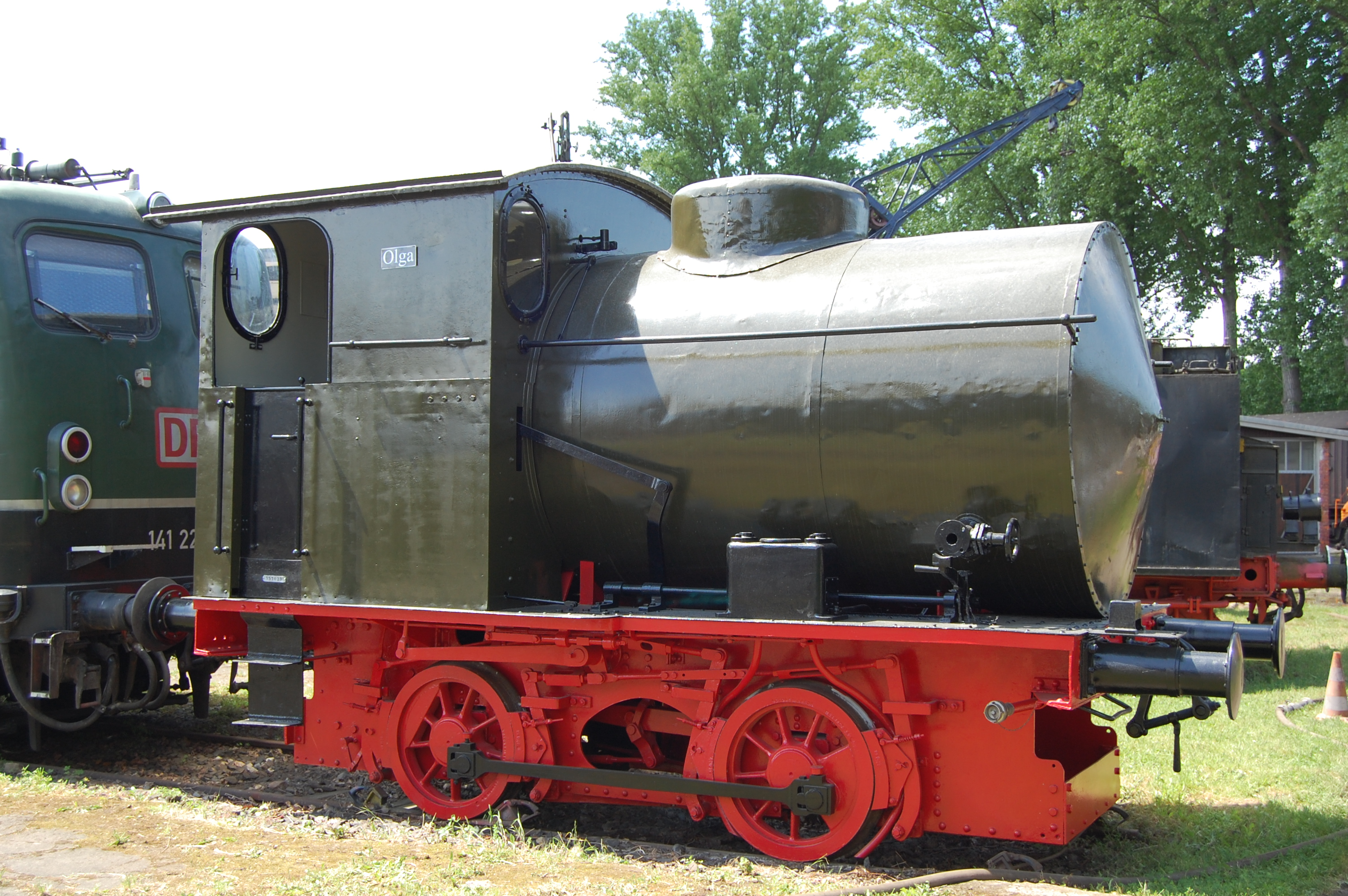
Locomotiva a accumulatore di vapore, 1911
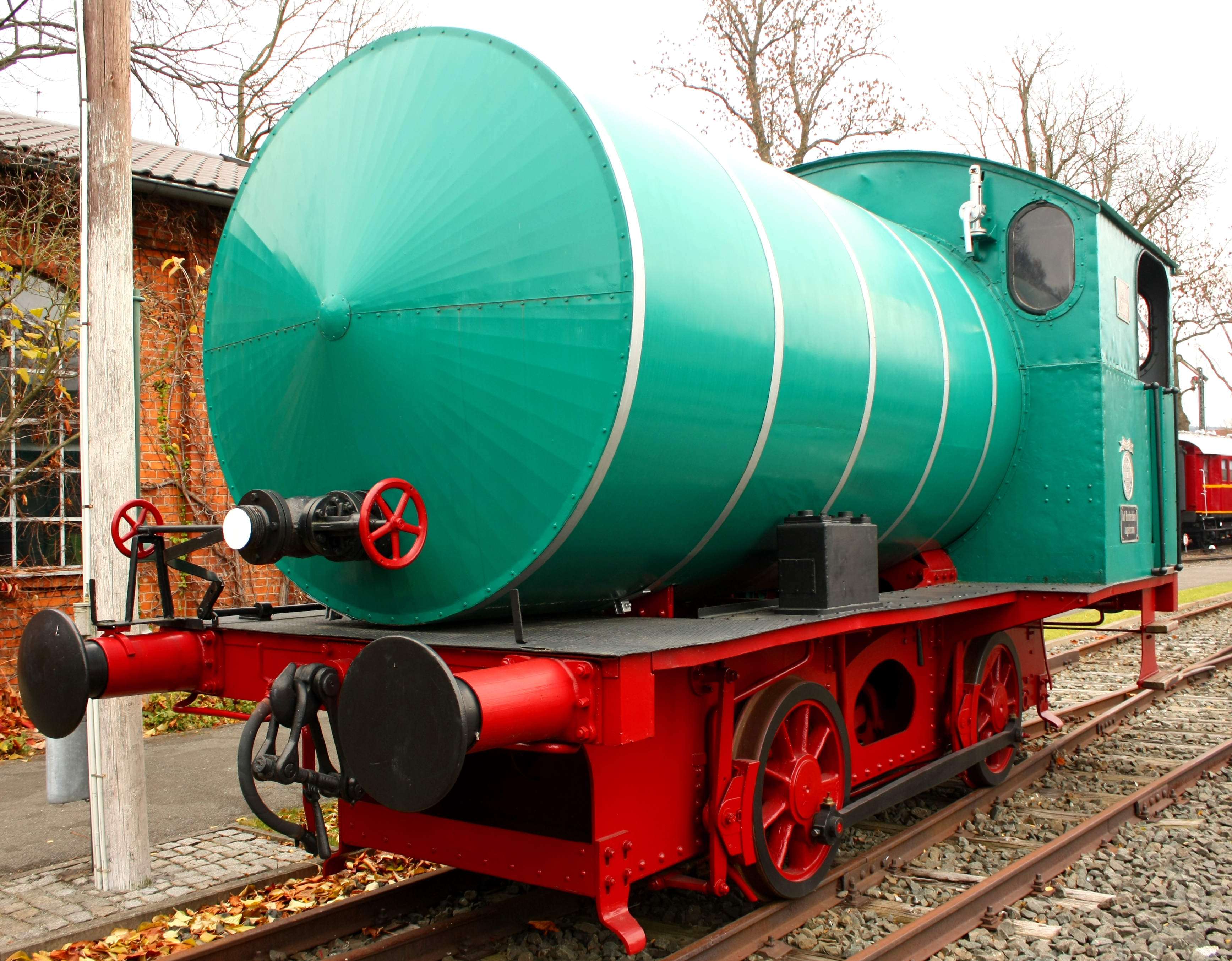
Locomotiva a accumulatore di vapore, 1910
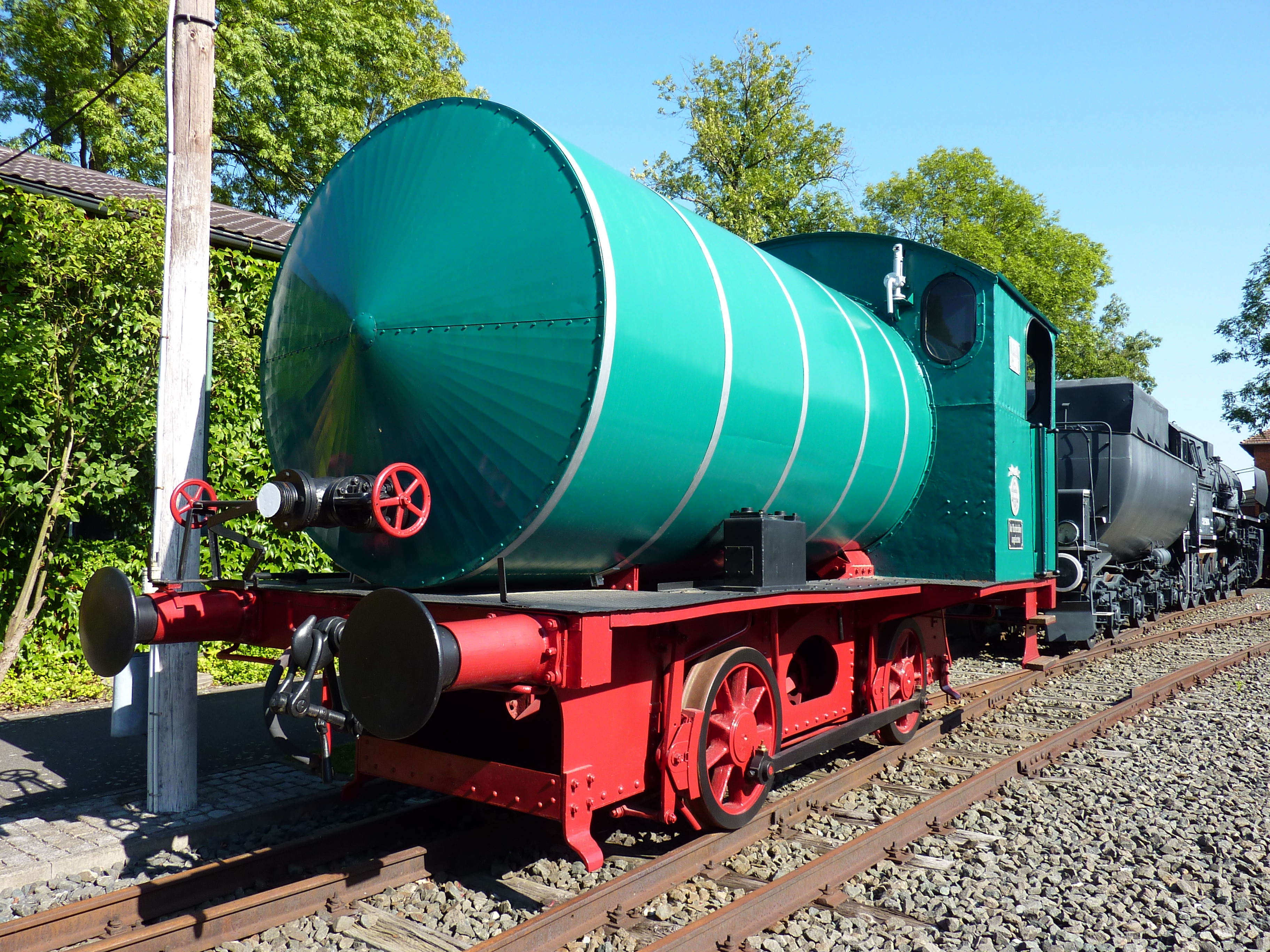
Una motrice del 1910 del zuccherificio Pfeifer & Langen
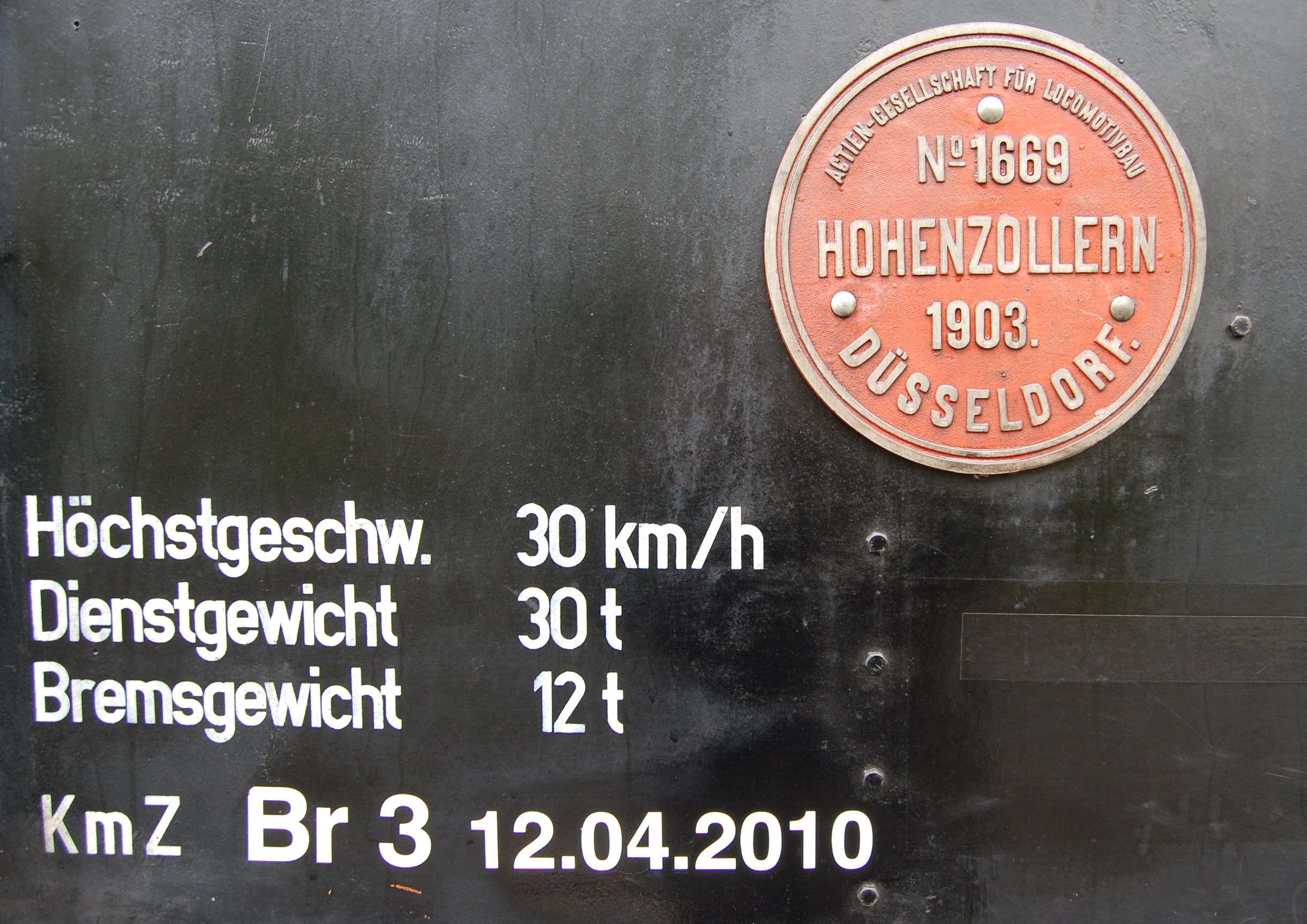
Targa del 1903, Fränkisches Freilandmuseum Fladungen
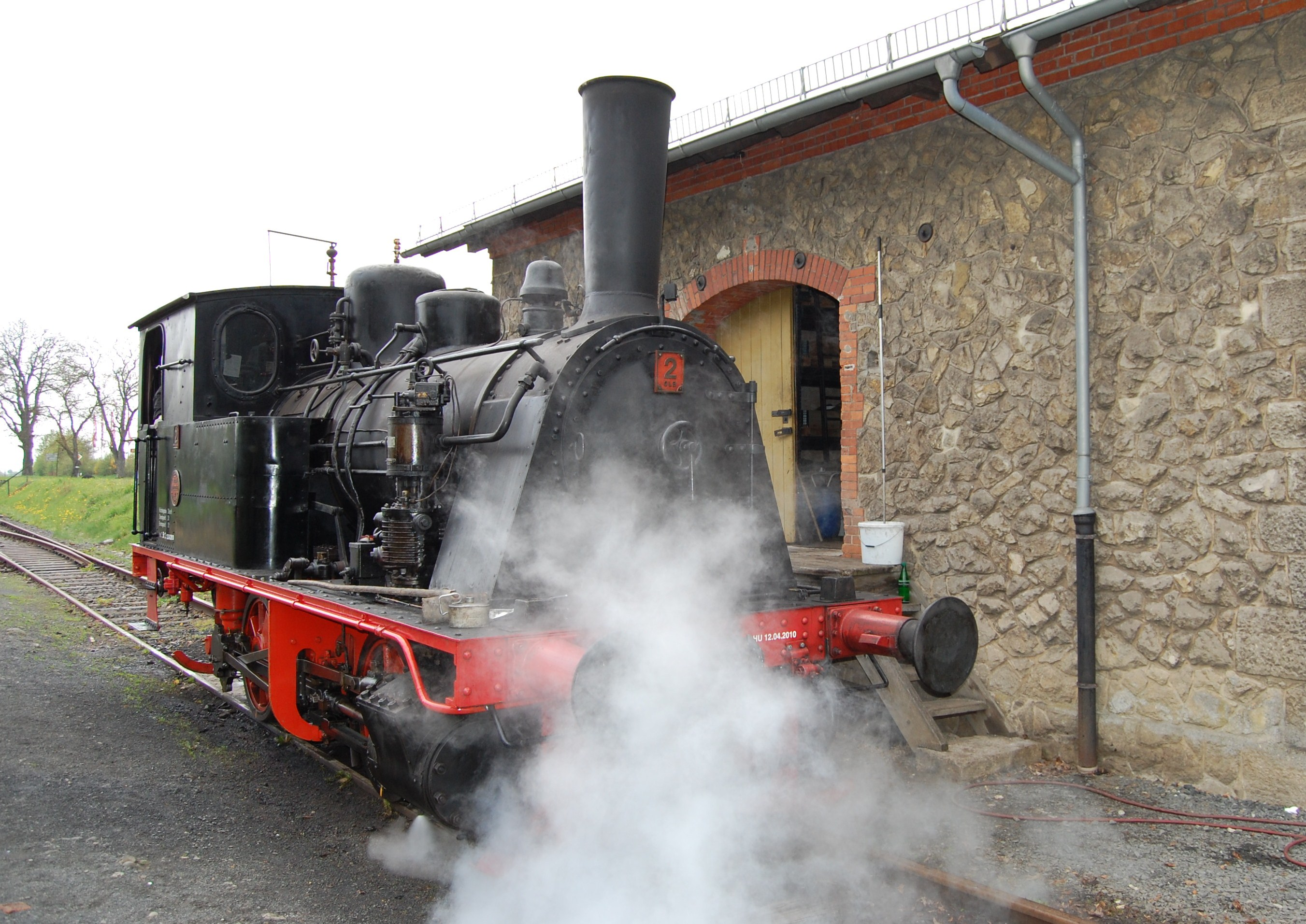
Locomotiva 1669 (anno 1903) Fränkisches Freilandmuseum Fladungen
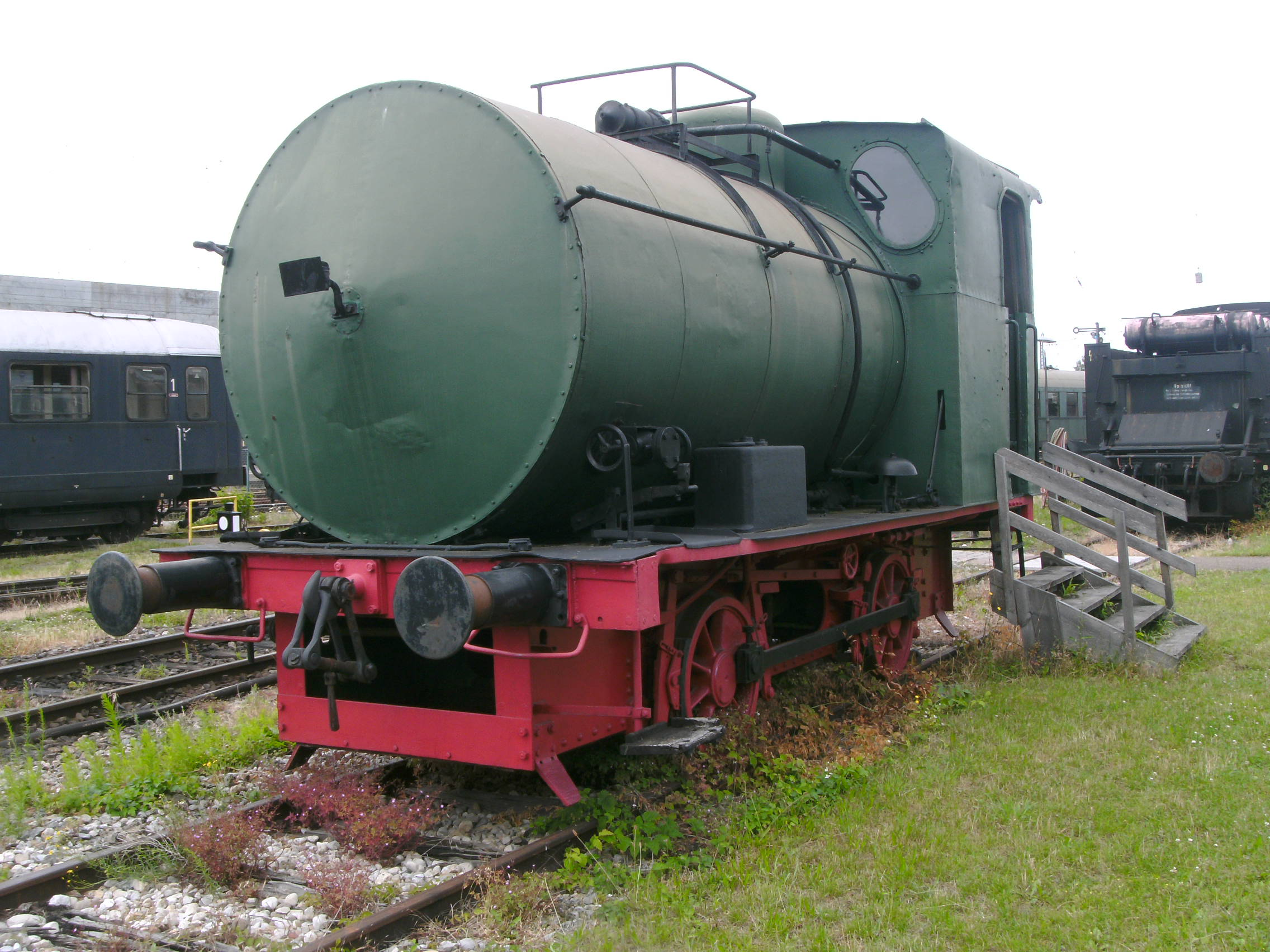
Locomotiva a accumulatore di vapore 3869 (anno 1918) al Bayerischen Eisenbahnmuseum di Nördlingen